# Musa monticola
Musa monticola är en enhjärtbladig växtart som beskrevs av Mitsuru Hotta och Graham Charles George Argent. Musa monticola ingår i släktet bananer, och familjen bananväxter. Inga underarter finns listade i Catalogue of Life.